# 2-es busz (Pécs)
A pécsi 2-es jelzésű autóbusz Uránváros és Mecsekszabolcs kapcsolatát látja el. Ez a járat a legforgalmasabb Pécsett, kelet–nyugat irányban átszeli a várost. A járat a legforgalmasabb uránvárosi megállókat érintve halad a Belváros felé, ahol szintén a legforgalmasabb megállókat ejti útba. Hosszú vonal lévén eléggé zavarérzékenynek mondható. A Belváros után, az EKF kulturális negyedét érintve érkezik a Budai Állomáshoz. Itt Meszes felé veszi az irányt, majd Mecsekszabolcsban fordul meg. A járat 79 perc alatt ér vissza Uránvárosba a 22,5 km-es úton. A vonalon éjjel-nappal közlekednek járatok.

## Története
1949-ben Nagymeszesről közlekedett járat Szabolcsfaluig, ez a járat már érintette Fehérhegyet. Nagymeszesről csatlakozó járat volt a Széchenyi térre. 1962-ben 10-es számú járat indult Újmecsekalja és Fehérhegy között. 1966-ban a vonalon már csuklós buszok közlekedtek. 1969-ben új tehermentesítő járatot indítottak 28-as jelzéssel a Budai Állomásig. 1978-ban a járatot meghosszabbították Szabolcsfaluig. Később 20-as jelzéssel járat közlekedett a jelenlegi 2-es vonalán. 1987. január 1-jétől új számozási rendszer keretén belül kapta máig is érvényes 2-es jelzését. 2014. február 1-jétől Uránváros és Mecsekszabolcs között közlekedik.

## Útvonala
| Uránváros → Árkád → Budai Állomás → Mecsekszabolcs | Mecsekszabolcs → Budai Állomás → Árkád → Uránváros |
| --- | --- |
| Uránváros – Ürögi sor – Makay István út – Esztergár Lajos utca – Ybl Miklós utca – Építők útja – Tüzér utca – Szigeti út – Hungária utca – Rákóczi út – Rákóczi út – Zsolnay Vilmos utca – Komlói út – Szabolcsi út – Szabadságharc utca – Mecsekszabolcs                                                | Mecsekszabolcs – Szabadságharc utca – Szabolcsi út – Komlói út – Zsolnay Vilmos utca – Rákóczi út – Rákóczi út – Hungária utca – Szigeti út – Tüzér utca – Építők útja – Ybl Miklós utca – Esztergár Lajos utca – Makay István út – Ürögi sor – Uránváros |
| Uránváros → Árkád → Budai Állomás → Hősök tere, forduló → Mecsekszabolcs | |
| Uránváros – Ürögi sor – Makay István út – Esztergár Lajos utca – Ybl Miklós utca – Építők útja – Tüzér utca – Szigeti út – Hungária utca – Rákóczi út – Rákóczi út – Zsolnay Vilmos utca – Komlói út – Hősök tere – Hősök tere, forduló – Komlói út – Szabolcsi út – Szabadságharc utca – Mecsekszabolcs | |

## Megállóhelyei nappal
| 2 (Uránváros – Mecsekszabolcs) |                           |          | | |
| Perc (↓)                       | Megállóhely               | Perc (↑) | Megállóhelyet érintő járatok | Létesítmények |
| 0                              | Uránváros végállomás      | 39       | 1, 2, 2A, 2E, 4, 4Y, 21, 21A, 22, 23, 23Y, 24, 25, 25A, 26, 26A, 27, 27Y, 28, 28A, 28Y, 29, 102, 102Y, 104, 104A, 104E, 104Y, 107E, 121 · Helyközi autóbuszok                                                                                   | Tesco, Autóbusz-állomás, Gyógyszertári Központ                                                                         |
| 2                              | Olympia Üzletház          | 37       | 1, 2, 2A, 2E, 4, 4Y, 21, 21A, 22, 23, 23Y, 24, 102, 102Y, 104, 104A, 104E, 104Y, 121 | Olympia Üzletház, Bánki Donát Úti Általános Iskola Intézményegység                                                     |
| 4                              | Mecsek Áruház             | 35       | 1, 2, 2A, 2E, 4, 4Y, 21, 21A, 22, 23, 23Y, 24, 102, 102Y, 104, 104A, 104E, 104Y, 121 · Helyközi autóbuszok | Mecsek áruház, Bánki Donát Úti Általános Iskola Intézményegység                                                        |
| 6                              | Kulturális Központ        | 33       | 1, 2, 2A, 2E, 21, 21A, 102, 102Y, 121 | Éltes Mátyás Általános iskola Szakiskola és Kollégium, Pécsi Testnevelési Általános és Középiskola, Sportiskola (TÁSI) |
| 8                              | Tüzér utca                | 31       | 1, 2, 2A, 2E, 21, 21A, 55, 102, 102Y, 121 | Szociális Otthon |
| 10                             | Egyetemváros              | 28       | 2, 2A, 2E, 25, 26, 26A, 27, 27Y, 28, 28A, 28Y, 29, 55, 102, 102Y, 107E | PTE Általános Orvostudományi Kar, 400 ágyas klinikatömb                                                                |
| 11                             | Rókus utca                | 27       | Rókus utca | Haema Plasma plazma központ, Pécsi Magasház                                                                            |
| 11                             | Petőfi utca               | 26       | 2, 2A, 2E, 25, 26, 26A, 27, 27Y, 28, 28A, 28Y, 29, 37, 46, 47, 55, 102, 102Y, 107E, 109E | Városi könyvtár, Pécsi Magasház                                                                                        |
| 13                             | Kórház tér                | 24       | 2, 2A, 2E, 25, 26, 26A, 27, 27Y, 28, 28A, 28Y, 29, 30, 31, 32, 32Y, 34, 34Y, 35, 35Y, 36, 37, 44, 46, 47, 102, 102Y, 103, 107E, 109E, 130 | Megyei Kórház, Jakováli Hasszán dzsámija, Hotel Pátria                                                                 |
| 15                             | Zsolnay-szobor            | 22       | 2, 2A, 2E, 3, 3E, 6, 6E, 7, 7Y, 8, 13Y, 14, 14Y, 22, 23, 23Y, 24, 25, 26, 26A, 27, 27Y, 28, 28A, 28Y, 29, 30, 31, 32, 32Y, 34, 34Y, 35, 35Y, 36, 37, 38, 38Y, 39, 40, 44, 46, 47, 73, 73Y, 102, 102Y, 103, 107E, 109E, 130, 140                 | Postapalota, OTP, ÁNTSZ, Megyei Bíróság, Zsolnay-szobor                                                                |
| 17                             | Árkád                     | 20       | 2, 2A, 2E, 3, 3E, 4, 4Y, 6, 6E, 7, 7Y, 8, 13, 13E, 13Y, 14, 14Y, 15, 15A, 22, 23, 23Y, 24, 25, 26, 26A, 27, 27Y, 28, 28A, 28Y, 29, 30, 33, 38, 38Y, 39, 40, 60, 60Y, 73, 73Y, 102, 102Y, 103, 104, 104A, 104E, 104Y, 107E, 109E, 130, 130A, 140 | Árkád, Konzum, Anyakönyvi Önkormányzat, NAV                                                                            |
| 19                             | 48-as tér                 | 18       | 2, 2A, 2E, 4, 4Y, 13, 13E, 13Y, 14, 14Y, 15, 15A, 20, 21, 21A, 30Y, 60, 60A, 60Y, 102, 102Y, 104, 104A, 104E, 104Y, 121 · Helyközi autóbuszok · Pécs-Külváros                                                                                   | Egyetemi kollégium, Egyesített Egészségügyi Intézmény kirendeltsége, EKF kulturális negyed                             |
| 21                             | Zsolnay Negyed            | 16       | 2, 2A, 4, 4Y, 13, 13E, 13Y, 14, 14Y, 15, 15A, 20, 21, 21A, 30Y, 60, 60A, 60Y, 102, 102Y, 104, 104A, 104E, 104Y, 121 | Balokány-liget, Zsolnay porcelángyár, EKF kulturális negyed                                                            |
| 24                             | Mohácsi út                | 14       | 2, 2A, 4, 4Y, 13, 13E, 13Y, 14, 14Y, 15, 15A, 20, 21, 21A, 25, 26, 30Y, 60, 60A, 60Y, 102, 102Y, 104, 104A, 104E, 104Y, 121 · Helyközi autóbuszok                                                                                               | ATI, Autóklub |
| 24                             | Gyárvárosi templom        | 14       | 2, 2A, 4, 4Y, 13, 13E, 13Y, 14, 14Y, 15, 15A, 25, 26, 26A, 30Y, 60, 60A, 60Y, 102, 102Y, 104, 104A, 104E, 104Y | ATI, Autóklub |
| 27                             | Mohácsi út                | 12       | 2, 2A, 4, 4Y, 13, 13E, 13Y, 14, 14Y, 15, 15A, 20, 21, 21A, 25, 26, 30Y, 60, 60A, 60Y, 102, 102Y, 104, 104A, 104E, 104Y, 121 · Helyközi autóbuszok                                                                                               | Gyárvárosi templom, Szieberth Róbert Általános Iskola és Alapfokú Művészetoktatási Intézmény                           |
| 29                             | Budai Állomás             | 10       | 2, 2A, 2E, 4, 4Y, 12, 13, 13E, 13Y, 14, 14Y, 15, 15A, 16, 25, 26, 26A, 30Y, 60, 60A, 60Y, 102, 102Y, 104, 104A, 104E, 104Y · Helyközi autóbuszok                                                                                                | Autóbusz-állomás |
| 31                             | Budai vám                 | 9        | 2, 2A, 2E, 4, 12, 60, 60A · Helyközi autóbuszok | |
| 33                             | Meszesi iskola            | 8        | 2, 2A, 2E, 4, 12, 60, 60A | Budai Városkapu Iskola                                                                                                 |
| 34                             | Kőrös utca                | 6        | 2, 2A, 2E, 4, 12, 60, 60A | |
| 35                             | Meszes                    | 5        | 2, 2A, 2E, 4, 12, 60, 60A | |
| 36                             | Fehérhegy                 | 4        | 2, 2A, 2E, 4, 12, 60, 60A · Helyközi autóbuszok | |
| 38                             | Árpád utca                | 2        | 2, 2E, 60, 60A | |
| 39                             | Szőlőhegyi út             | 1        | 2, 2E, 60, 60A | |
| 40                             | Mecsekszabolcs végállomás | 0        | 2, 2E, 60, 60A | |

## Megállóhelyei éjszaka
| 2 (Uránváros – Mecsekszabolcs) |                           |          |                        | |
| Perc (↓)                       | Megállóhely               | Perc (↑) | Átszállási kapcsolatok | Létesítmények |
| 0                              | Uránváros végállomás      | 39       | 926                    | Tesco, Autóbusz-állomás, Gyógyszertári Központ                                                                         |
| 2                              | Olympia Üzletház          | 37       |                        | Olympia Üzletház, Bánki Donát Úti Általános Iskola Intézményegység                                                     |
| 4                              | Mecsek Áruház             | 35       |                        | Mecsek áruház, Bánki Donát Úti Általános Iskola Intézményegység                                                        |
| 6                              | Kulturális Központ        | 33       |                        | Éltes Mátyás Általános iskola Szakiskola és Kollégium, Pécsi Testnevelési Általános és Középiskola, Sportiskola (TÁSI) |
| 8                              | Tüzér utca                | 31       |                        | Szociális Otthon |
| 10                             | Egyetemváros              | 28       |                        | PTE Általános Orvostudományi Kar, 400 ágyas klinikatömb                                                                |
| 11                             | Rókus utca                | 27       |                        | Haema Plasma plazma központ, Pécsi Magasház                                                                            |
| 11                             | Petőfi utca               | 26       |                        | Városi könyvtár, Pécsi Magasház                                                                                        |
| 13                             | Kórház tér                | 24       | 932                    | Megyei Kórház, Jakováli Hasszán dzsámija, Hotel Pátria                                                                 |
| 15                             | Zsolnay-szobor            | 22       | 932, 940, 973          | Postapalota, OTP, ÁNTSZ, Megyei Bíróság, Zsolnay-szobor                                                                |
| 17                             | Árkád                     | 20       | 913, 932, 940, 973     | Árkád, Konzum, Anyakönyvi Önkormányzat, NAV                                                                            |
| 19                             | 48-as tér                 | 18       | 913                    | Egyetemi kollégium, Egyesített Egészségügyi Intézmény kirendeltsége, EKF kulturális negyed                             |
| 21                             | Zsolnay Negyed            | 16       | 913                    | Balokány-liget, Zsolnay porcelángyár, EKF kulturális negyed                                                            |
| 24                             | Mohácsi út                | 14       | 913                    | ATI, Autóklub |
| 24                             | Gyárvárosi templom        | 14       | 913                    | ATI, Autóklub |
| 27                             | Mohácsi út                | 12       | 913                    | Gyárvárosi templom, Szieberth Róbert Általános Iskola és Alapfokú Művészetoktatási Intézmény                           |
| 29                             | Budai Állomás             | 10       | 913                    | Autóbusz-állomás |
| 31                             | Budai vám                 | 9        |                        | |
| 33                             | Meszesi iskola            | 8        |                        | Budai Városkapu Iskola                                                                                                 |
| 34                             | Kőrös utca                | 6        |                        | |
| 35                             | Meszes                    | 5        |                        | |
| 36                             | Fehérhegy                 | 4        |                        | |
| 37                             | Bánomi út                 | ∫        |                        | |
| 38                             | Ibolya utca               | ∫        |                        | |
| 39                             | Hősök tere forduló        | ∫        |                        | |
| 40                             | Hősök tere                | ∫        |                        | |
| 41                             | Ibolya utca               | ∫        |                        | |
| 42                             | Bánomi út                 | ∫        |                        | |
| 43                             | Árpád utca                | 2        |                        | |
| 44                             | Szőlőhegyi út             | 1        |                        | |
| 45                             | Mecsekszabolcs végállomás | 0        |                        | |